# Ulearum
Ulearum es un género con 2 especies de plantas con flores perteneciente a la familia Araceae. Es originario de Perú hasta el norte de Brasil.

## Taxonomía
El género fue descrito por Adolf Engler y publicado en Botanische Jahrbücher für Systematik, Pflanzengeschichte und Pflanzengeographie 37: 95. 1905. La especie tipo es: 

## Especies
- Ulearum donburnsii Croat & Feuerst., Aroideana 25: 37 (2002 publ. 2003).
- Ulearum sagittatum